# ClickOnce
ClickOnce est une technologie Microsoft qui permet à un utilisateur du système d'exploitation Windows d'installer et de lancer une application en cliquant sur un lien dans une page web. ClickOnce est un composant du framework Microsoft .NET, à partir de la version 2.0 de celui-ci. Il permet de déployer des applications développées avec Windows Forms ou avec Windows Presentation Foundation (WPF). Ces applications sont souvent appelées clients intelligents. ClickOnce est similaire aux techniques Java Web Start de la plate-forme Java et Zero Install de Linux.

## Description
Avec ClickOnce, l'installation et le lancement d'application se réalisent en un clic de souris depuis une page web (située sur un serveur IIS), un espace de partage réseau ou un accès au disque (CD-ROM, clé USB, disque dur...). L'installation depuis une page web représente le meilleur choix pour les applications souvent modifiées.

## Applications
ClickOnce supporte différents types de dépôt (serveur Web, partage réseau, ou fichier sur n'importe quel type de support (CD, DVD)).
La technique est intégrée à Visual Studio 2005 et est aussi supportée nativement par MSBuild.
Auparavant, ClickOnce fonctionnait seulement avec Internet Explorer, et l'extension FFClickOnce était nécessaire pour Firefox. Depuis janvier 2009, le package Microsoft KB951847 , incluant le Service Pack 1 pour le framework .NET 3.5, ainsi que le Service Pack 2 pour les versions 2.0 et 3.0, assure le support de ClickOnce dans Firefox par l'installation du module complémentaire Microsoft .NET Framework Assistant.

## Manifestes
Le déploiement par ClickOnce est contrôlé par deux fichiers « manifest » : un manifeste de déploiement et un manifeste d'application.
Le manifeste de déploiement décrit le modèle de déploiement : la version courante, le mode de mise à jour, l'identité de la personne mettant à jour l'application avec sa signature électronique. Le manifeste a pour but de n'autoriser le déploiement qu'aux administrateurs du système.
Le manifeste d'application (le fichier .exe.manifest) décrit les assemblies de l'application, les bibliothèques dépendantes et la liste des permissions requises par l'application.

## Mise à jour
Une application gérée par ClickOnce peut se mettre à jour toute seule. En effet, celle-ci vérifie qu'une nouvelle version est disponible sur le réseau et, le cas échéant, propose à l'utilisateur de réaliser la mise à jour.
ClickOnce possède des options de mise à jour pour permettre la vérification de nouvelle version au démarrage de l'application ou à sa fermeture.

## Voir également
- Adobe Integrated Runtime